# تقويم شمسي

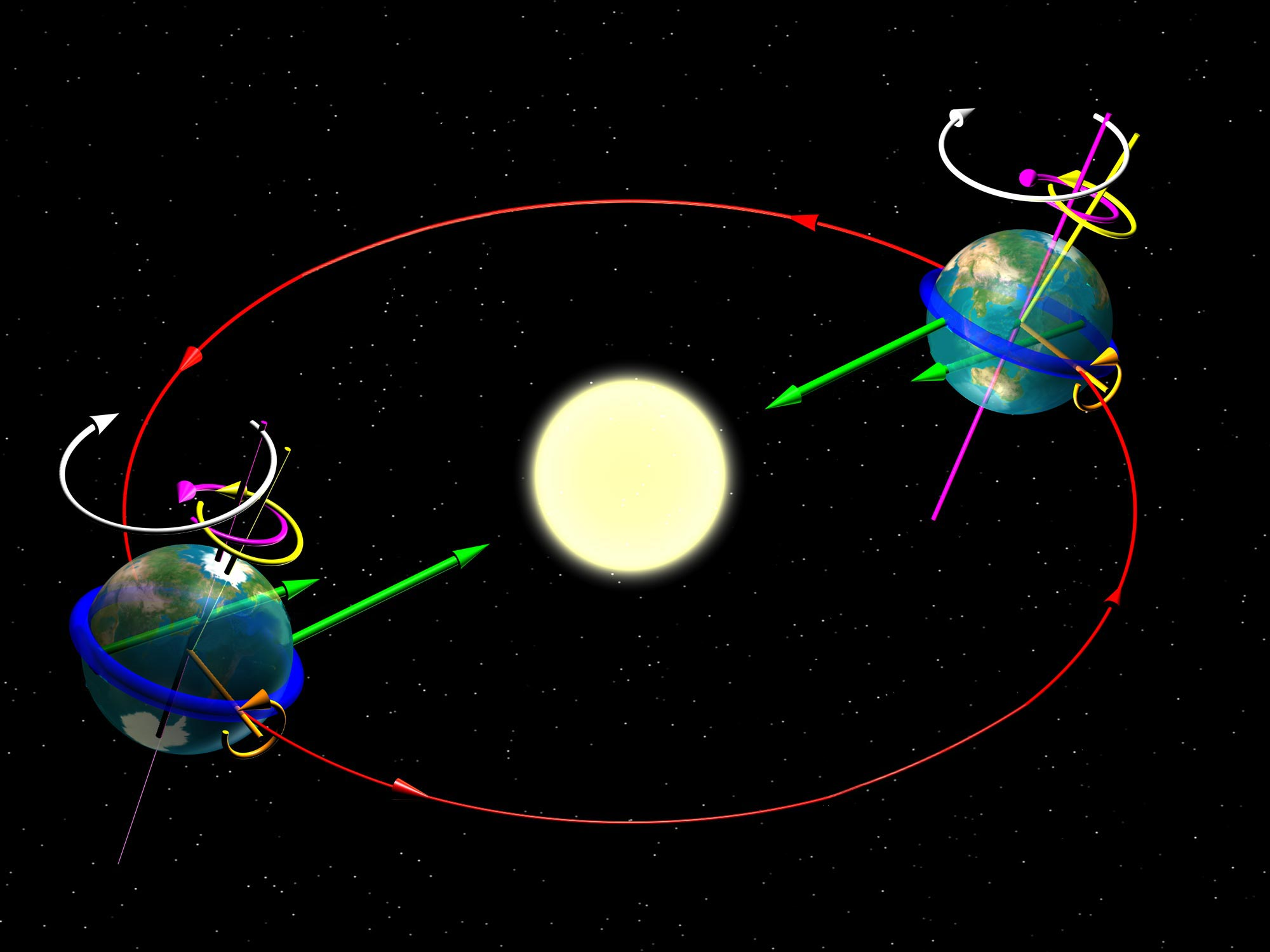

تقويم شمسي (بالإنجليزية: Solar calendar)‏ هو تقويم يمثل دورة كاملة للشمس في منازلها، ومدتها 365 يوماً و 5 ساعات و 48 دقيقة و46 ثانية، أي ما يعادل (365.2425) يوماً. وتشير تواريخ التقويم الشمسي إلى موقع الأرض من الشمس. ومن أشهر التقاويم التي تعتمد على التقويم الشمسي هي التقويم الميلادي والتقويم الهجري الشمسي (أو الفارسي) والتقويم البيزنطي و التقويم اليولياني والتقويم البهائي والتقويم القبطي.
{\displaystyle {\frac {97\cdot 366+303\cdot 365}{400}}={\frac {146097}{400}}=365,2425}